# Alessandro Durante
Alessandro Durante (Palermo, 25 aprile 1992) è un canottiere italiano.

## Biografia
Ai mondiali di Račice 2022 ha vinto l'oro nel due senza pesi leggeri, con Giovanni Ficarra, precedendo le imbarcazioni ungherese di Bence Szabó e Kálmán Furkó e ceca di Jiří Kopáč e Milan Viktora.

## Palmarès
- Mondiali

Račice 2022: 2 senza pesi leggeri;